# Castelul Kronborg
Castelul Kronborg este situat în apropierea satului Elsinore (în daneză Helsingør) la capătul extrem al insulei Zealand, în cel mai îngust punct al strâmtorii Oresund (în daneză Øresund), care separă Danemarca și Suedia.